# Jorman Aguilar
Jorman Israel Aguilar Bustamante (ur. 11 września 1994 w mieście Panama) – panamski piłkarz występujący na pozycji napastnika, reprezentant Panamy, od 2025 roku zawodnik boliwijskiego San Antonio Bulo Bulo.

## Kariera klubowa
Aguilar pochodzi ze stołecznego miasta Panama i w piłkę zaczynał grać jako czterolatek w szkółce juniorskiej Sportingu San Miguelito. W 2008 roku, kiedy miał trzynaście lat, podczas meczu z Alianzą w mistrzostwach Panamy U-15, doznał podwójnego złamania kości strzałkowej w prawej nodze, przez co musiał pauzować przez ponad pół roku. Sporting nie zainteresował się sytuacją zawodnika, wobec czego koszty leczenia musiała opłacić jego rodzina. Pomoc w rekonwalescencji zaoferował wówczas Jair Palacios, trener drugoligowego Río Abajo FC, do którego niebawem przeniósł się Aguilar.
W sezonie 2011/2012 Aguilar awansował z Río Abajo do najwyższej klasy rozgrywkowej. W Liga Panameña de Fútbol zadebiutował za kadencji szkoleniowca Rubéna Guevary, 5 sierpnia 2012 w wygranym 1:0 meczu z Chorrillo, w którym zdobył również premierowego gola w pierwszej lidze. Trzy dni później strzelił cztery bramki w wygranej 5:2 konfrontacji z Árabe Unido, wpisując się do historii jako jeden z nielicznych graczy w historii rozgrywek, którym udało się dokonać tego czynu. Już w swoim debiutanckim sezonie Apertura 2012, w wieku zaledwie osiemnastu lat, został królem strzelców ligi panamskiej, zdobywając dziesięć bramek w osiemnastu spotkaniach. Jego drużyna zajęła natomiast sensacyjne pierwsze miejsce w tabeli, lecz w decydującej o mistrzostwie fazie play-off odpadła w półfinale. Jego dobre występy zaowocowały zainteresowaniem ze strony drużyn z Australii, Słowacji, Kolumbii, Portugalii, Włoch i Stanów Zjednoczonych. Z końcem grudnia 2012 wygasł jego kontrakt z Río Abajo.
Na początku 2013 roku Aguilar przebywał na testach w hiszpańskim RCD Espanyol z Barcelony, a zainteresowanie jego zatrudnieniem przejawiały również zespoły takie jak KRC Genk i SSC Napoli. Ostatecznie w marcu 2013 Aguilar podpisał czteroletni kontrakt z włoską drużyną Parma FC, zostając piątym Panamczykiem w historii ligi włoskiej. Procent sumy z jego kolejnego transferu zagwarantował sobie jego były klub, Río Abajo. W maju zaczął trenować z pierwszą drużyną Parmy, jednak trzy miesiące później, po wcześniejszych testach, razem z kilkoma kolegami klubowymi został wypożyczony do słoweńskiego ND Gorica. W 1. SNL zadebiutował 27 lipca 2013 w przegranym 1:2 meczu z Domžale.

## Kariera reprezentacyjna
W lutym 2011 Aguilar został powołany do reprezentacji Panamy U-17 na Młodzieżowe Mistrzostwa Ameryki Północnej, po uprzednich występach w udanych kwalifikacjach do tego turnieju. We właściwych rozgrywkach pięciokrotnie pojawiał się na jamajskich boiskach, nie zdobywając bramki, a jego drużyna narodowa zajęła trzecie miejsce. Dzięki temu młodzi Panamczycy awansowali na Mistrzostwa Świata U-17 w Meksyku, rozgrywane w tym samym roku. Na juniorskim mundialu był podstawowym piłkarzem reprezentacji i wystąpił we wszystkich czterech konfrontacjach. Zdobył również jedyne dwa gole dla swojego zespołu – w fazie grupowej z Burkina Faso (1:0), dzięki któremu Panama po raz pierwszy w historii wygrała mecz na mistrzostwach świata w kategorii wiekowej U-17, a także z Ekwadorem (1:2), kiedy to zanotował trafienie bezpośrednim strzałem z rzutu wolnego. Panamczycy ostatecznie zakończyli swój udział w mundialu na 1/8 finału, ulegając gospodarzowi i późniejszemu triumfatorowi turnieju, Meksykowi (0:2).
W lipcu 2012 Aguilar w barwach reprezentacji Panamy U-20 wziął udział w zakończonych powodzeniem eliminacjach do Młodzieżowych Mistrzostw Ameryki Północnej.

## Styl gry
Aguilar jest silnym, lewonożnym i utalentowanym graczem, prezentującym elegancki styl gry. Dobrze gra w powietrzu, posiada również mocny strzał z dystansu. Z krajowych piłkarzy wzoruje się na Luisie Tejadzie, a z zagranicznych na Cristiano Ronaldo. Jest porównywany do Edinsona Cavaniego.

## Życie prywatne
Aguilar jest synem Benigno Aguilara i Zobeidy Bustamante, posiada pięciu starszych braci. Studiował na Colegio Bilingüe Cerro Viento. Jest kibicem Realu Madryt.